# Свети Патрикий (сиропиталище в София)
„Свети Патрикий“ е сиропиталище, основано в София, България, от ирландския благотворител Пиърс О'Махони за българчетата от Македония и Одринска Тракия, останали сираци вследствие на Илинденско-Преображенското въстание от лятото на 1903 година.

## История
Потресен от жестокостите при потушаването на въстанието на 10 декември 1903 г. О'Махони, придружен от съпругата си Алис, тръгва с параход от Марсилия за османската столица Цариград. В Цариград се среща с екзарх Йосиф I Български и го информира за намерението си да основе сиропиталище. С благословията на екзарха през декември 1903 година О'Махони организира комитет за създаване на сиропиталището с председател митрополит Партений Софийски и секретар – проф. Иван Георгов. Членове са обществениците Екатерина Каравелова, проф. Димитър Агура, Султана Рачо Петрова, Лидия Шишманова и други. О'Махони купува и ремонтира за 40 000 лева двуетажна къща на булевард „Македония“ №34, близко до Руски паметник, а общината отпуска два съседни парцела за градина.
О'Махони обикаля селищата с най-много бежанци – Пловдив, Пазарджик, Самоков, Дупница, Бургас, Анхиало, и събира сирачета. Сиропиталището е осветено на 30 март 1904 г. от софийския митрополит, в присъствието на министри и видни граждани. В сиропиталището, кръстено на светеца покровител на Ирландия Патрик, са настанени 30 деца, пълни сираци, от 7 до 12 години. Униформата на питомците е дебърската носия. О'Махони произнася реч на френски, в която казва:
| „ | Аз съм дошъл в България движен от чувството за милост. Срещнах хиляди злощастници, принудени да избягат в България, за да си избавят живота. Между тях намерих клети деца, чиито родители са били изклани. Тези деца са изоставени сами на света, без семейство и без надежда. Заради тях е основано това сиропиталище. Надявам се, че в него те ще бъдат възпитани да станат истински българи, трудолюбиви и честни граждани. | “ |

Лекар на сиропиталището е д-р Христо Тантилов. О'Махони дава името си на питомниците на сиропиталището и им осигурява добро образование. В сиропиталището има библиотека. Децата учат няколко езика. O'Махони построява вила в Костенец, която нарича „Ирландия“ и там момчетата летуват всяка година.
Сиропиталището е подпомогнато донякъде и от българското общество. Учителите и учениците от цялата страна, по инициатива на министър Иван Шишманов, събират 1000 лева. Македонското женско благотворително дружество и дружество „Милосърдие“ събират 5000 лева за дома. Малки суми сиропиталището получава и от английския дипломатически агент в София Джордж Бюканън и г-жа Джорджина Кинг-Люис. 1257 лева изпращат Джеймс Баучер и Балканският комитет в Лондон.
След влизането на България в Първата световна война на страната на Централните сили О'Махони е принуден да напусне страната и сиропиталището е закрито. Отвежда 4 деца в Ирландия, където им осигурява образование.